# 龙正镇
龙正镇，是中华人民共和国四川省眉山市仁寿县下辖的一个乡镇级行政单位。2019年12月，撤销洪峰乡，将其所属行政区域划归龙正镇管辖。

## 行政区划
龙正镇下辖以下地区：
龙驹社区、花龙村、大铧村、骑龙村、冲天村、石顶村、增产村、卓家村、椰江村、东方红村、全新村和东阁村。